# The Perfect Life
"The Perfect Life" é uma canção do cantor e compositor, norte-americano, Moby, gravada para o seu décimo primeiro álbum de estúdio intitulado Innocents (2013).
Em 2013, a canção entrou para a trilha sonora da novela das 9 da Rede Globo: Amor à Vida, como tema internacional dos protagonistas Bruna Linzmeyer e Rainer Cadete.